# 혼조촌 (교토부 요사군)
혼조촌(일본어: 本庄村)은 일본 교토부 요사군에 있던 촌이다. 현재의 이네정 북부에 해당한다.

## 역사
- 1889년 4월 1일 - 정촌제 시행에 의해 6촌의 구역을 가지고 성립하였다.
- 1954년 11월 3일 - 이네촌촌, 아사즈마촌, 쓰쓰카와촌과 합병해, 이네정이 성립, 동일 혼조촌은 폐지되었다.

## 참고문헌
- 角川日本地名大辞典 26 京都府